# Andrena mandibularis
Andrena mandibularis är en biart som beskrevs av Robertson 1892. Den ingår i släktet sandbin och familjen grävbin. Inga underarter finns listade i Catalogue of Life.

## Beskrivning
Honan har vit, tämligen tunn behåring i ansiktet, utom området kring ögonen som har blekbruna hår. Hanen har lång och tät behåring på huvud, mellankropp och främre delen av bakkroppen. Upptill är hårväxten blekgul, mot sidorna mera vitaktig. Honans mellankropp har blek, tunn behåring. Resten av bakkroppen hos hanen, hela hos honan har även den blek, tunn behåring. På bakskenbenen har honan en pollenkorg av kortare, men täta hår. Honan har en längd på omkring 10 mm, hanen på 8 mm.

## Ekologi
Släktets medlemmar är solitära bin som bygger underjordiska larvbon. Även om de inte är samhällsbyggande, kan flera honor placera sina bon i närheten av varandra. Denna art är polylektisk, den besöker blommande växter från många olika familjer, som korsblommiga växter, kornellväxter, ljungväxter, ranunkelväxter, rosväxter och videväxter. Aktivitetsperioden varar från mars till juli.

## Utbredning
Utbredningsområdet sträcker sig från Ontario till Nova Scotia i Kanada, och Minnesota till New England och söderöver till Georgia i USA.